# Émile Prudent
Émile Racine Gauthier Prudent (Angulema, 3 de febrer de 1817 - París, 14 de maig de 1863) fou un pianista, compositor i professor de música francès.
Cursà els estudis musicals al Conservatori de París, on mostra les seves excepcionals aptituds per al piano. Acabats els seus cursos el 1836, donà a París una sèrie de concerts l'eminent Thalberg, i la seva forma de produir-se fou una revelació pel jove Émile. Estudià amb tossuderia, i a força de treball assolí a assimilar-se a l'estil del genial ginebrí, que en aquella època estava de moda arreu d'Europa, donant el seu primer concert el 1840. L'èxit fou esplèndid i se l'aplaudí on fos que era escoltat, aconseguint una justa anomenada i guanyant diners ensems que glòria.
Va compondre especialment música de saló, com: L'oreneta, La dansa de les fades, Record de Beethoven i Schubert, cultivant també d'altres gèneres, com ho proven la seva Simfonia concertant, per a piano i orquestra, un Concert, per a piano, i un trio.